# Fritz Honegger
Fritz Honegger (25 de Julho de 1917 — 4 de Março de 1999) foi um político da Suíça.
Ele foi eleito para o Conselho Federal suíço em 7 de Dezembro de 1977 e terminou o mandato a 31 de Dezembro de 1982.
Fritz Honegger foi Presidente da Confederação suíça em 1982.